# Balsa Nova
Balsa Nova ist ein brasilianisches Munizip im Südosten des Bundesstaats Paraná. Es hat 13.395 Einwohner (2022), die sich Balsa-Novenser nennen. Seine Fläche beträgt 349 km². Es liegt 873 Meter über dem Meeresspiegel.

## Etymologie
Der Name Balsa Nova bedeutet auf Deutsch Neue Fähre. Er geht auf den Bau einer Iguaçu-Fähre 1891 zurück, die Sicherheit und Transportkapazität der Vorgängerfähre erheblich übertraf. Die neue Fähre wurde umgangssprachlich zur Bezeichnung für die Stadt, die nun Balsa Nova genannt wurde.
- Die Siedlung war Anfang des 18. Jahrhunderts unter dem Namen Tamanduá entstanden.
- Aus dem Jahr 1876 gibt es schriftliche Aufzeichnungen, in denen der Ort den Namen Rodeio trägt.
- 1891 entstand eine neue Stahlseilfähre, die von der Strömung angetrieben wurde und viel sicherer und leistungsfähiger als ihre Vorgängerinnen war. Von da an geriet der Name Rodeio in Vergessenheit und die Bewohner der Region bezeichneten den Ort als Balsa Nova.
- Im Jahr 1938 erhielt der Ort als Distrikt von Campo Largo den amtlichen Namen João Eugênio.
- Am 12. Mai 1954 wurde der Ort auf öffentlichen Druck hin wieder in Balsa Nova umbenannt.[2]

## Geschichte

### Besiedlung
Balsa Nova hat seinen Ursprung in der Ortschaft Tamanduá (deutsch: Ameisenbären). Diese Region wurde von Carijós bewohnt, die die Region als Vorposten nutzten, von dem aus sie den am Ufer des Iguaçu lebenden Eingeborenen zum Beispiel mittels Feuern Gefahren signalisieren konnten.
In der Serra ließ sich O Tigre im Gegensatz zu anderen Bauern an einem Ort namens Tamanduá nieder. Auf diese Weise wurde die erste Siedlung im Jahr 1702 gegründet. Sie wuchs und erlangte 1709 mit dem Bau der Kapelle Nossa Senhora do Carmo, aus der später die Kapelle Nossa Senhora da Conceição do Tamunduá wurde, wirtschaftliche Bedeutung. Unter den Fittichen von Tamanduá entstanden und wuchsen weitere Siedlungen im Tal des Iguaçu.
Tamanduá diente als Durchgangsstation für die Tropeiros, die aus dem Süden kamen und Vieh nach São Paulo trieben. Die Stadt hatte das Flair einer Großstadt und war in der Nähe der Serra de São Luiz do Purunã einer der wichtigsten Rastplätze für die Viehtreiber. Die Anfang des 18. Jahrhunderts errichtete Kapelle ist das älteste noch bestehende Bauwerk in Balsa Nova und steht heute unter Denkmalschutz.
Während die neuen Orte florierten, begann ab 1823 der Niedergang des alten Tamanduá. Rodeio Grande, Bugre, São Luiz, Santo Antonio und São Caetano bildeten nun die wirtschaftliche Basis des Gebiets von Balsa Nova. Rodeio war am fortschrittlichsten, aber die Überquerung des Flusses Iguaçu musste verbessert werden.
Die ersten Informationen über die Gemeinde stammen aus dem Jahr 1876, damals noch unter dem Namen Rodeio oder auch Rodeiozinho oder Rodeio Grande bekannt. Der Name geht auf die Rinderzüchter der Region zurück, die hier ihre Rodeos veranstalteten. Die Pioniere lebten am Rio Iguaçu an der Grenze zum Munizip Lapa. Sie betrieben auch Viehzucht, denn in jenen schwierigen Zeiten war es notwendig, von allem zu haben, da der Zugang zu den städtischen Zentren durch schlechte Verkehrswege erschwert war.

### Iguaçu-Fähre
Das kleine Dorf war völlig isoliert. Es gab keine Straßen- oder Eisenbahnverbindungen, sondern nur Wege, die von den Bauern benutzt wurden, die hier ihre Herden durchtrieben.
Aufgrund der großen Schwierigkeiten, die die Bevölkerung bei der Überquerung des Iguaçu in Kanus hatte, baute João Domingos Soares aus Campo Largo den Porto Roque am Fluss, der den Bewohnern zumindest prekäre Übersetzmöglichkeiten bot. Später wurde der Hafen stark beschädigt und sein Besitzer, der ihn nicht reparieren oder wieder aufbauen konnte, verlor seine Anlagen.
Im Jahr 1884 erwirkte Galdino Chaves, ein Sohn der Pionierin Ana de Oliveira Chaves, von den damaligen Behörden die Erlaubnis, den Porto Ana Chaves zu errichten. Er diente den Fußgängern, die aus Lapa kamen, um die Produkte ihrer Ernte zu verkaufen und im örtlichen Handel einzukaufen. 1886 beschloss Galdino Chaves, ein kleines Floß zu bauen, das aus vier Kanus und einer Kette bestand, um die Überquerung des Flusses sicherer zu machen. Einige Zeit später riss eine große Flut das Floß den Fluss hinunter.
Da der Bau der Eisenbahn beschleunigt wurde, wandte sich Galdino Chaves 1891 an die Staatsregierung in Curitiba und erhielt die Erlaubnis, ein modernes Fährboot zu bauen, das mit Hilfe von Stahlseilen angetrieben wurde. Nach dem Bau der neuen Fähre, die von Einheimischen und Nachbarn oft gelobt und als lokaler Bezugspunkt genutzt wurde, geriet der Name Rodeio in Vergessenheit, und es wurde zunehmend der heutige Name Balsa Nova verwendet.
Mit der Eisenbahn und der neuen Fähre wuchs der Ort, Holzverarbeitungsbetriebe und Matekräuterindustrie wurden angesiedelt. Es entstanden weitere Gewerbebetriebe, die Kirche und die Apotheke.

### Eisenbahn
Im Jahr 1891 nahm die Estrada de Ferro do Paraná die Linha Curitiba-Ponta Grossa bis zur Station Serrinha (heutige Estação Engenheiro Bley etwa zehn Kilometer westlich des Kernorts) in Betrieb. In diesem Jahr erhielt Balsa Nova auch seinen ersten Bahnhof, der noch aus einem Holzgebäude bestand. Die Linie wurde 1894 bis Ponta Grossa weitergebaut.

### Erhebung zum Munizip
Balsa Nova wurde durch das Staatsgesetz Nr. 4338 vom 25. Januar 1961 aus Campo Largo ausgegliedert und in den Rang eines Munizips erhoben. Es wurde am 4. November 1961 als Munizip installiert.

## Geografie

### Fläche und Lage
Balsa Nova liegt auf dem Primeiro Planalto Paranaense (der Ersten oder Curitiba-Hochebene von Paraná). Seine Fläche beträgt 349 km². Es liegt auf einer Höhe von 873 Metern.

### Vegetation
Das Biom von Balsa Nova ist Mata Atlântica.

### Klima
Das Klima ist gemäßigt warm. Es werden hohe Niederschlagsmengen verzeichnet (1682 mm pro Jahr). Im Jahresdurchschnitt liegt die Temperatur bei 17,5 °C. Die Klimaklassifikation nach Köppen und Geiger lautet Cfb.

### Gewässer

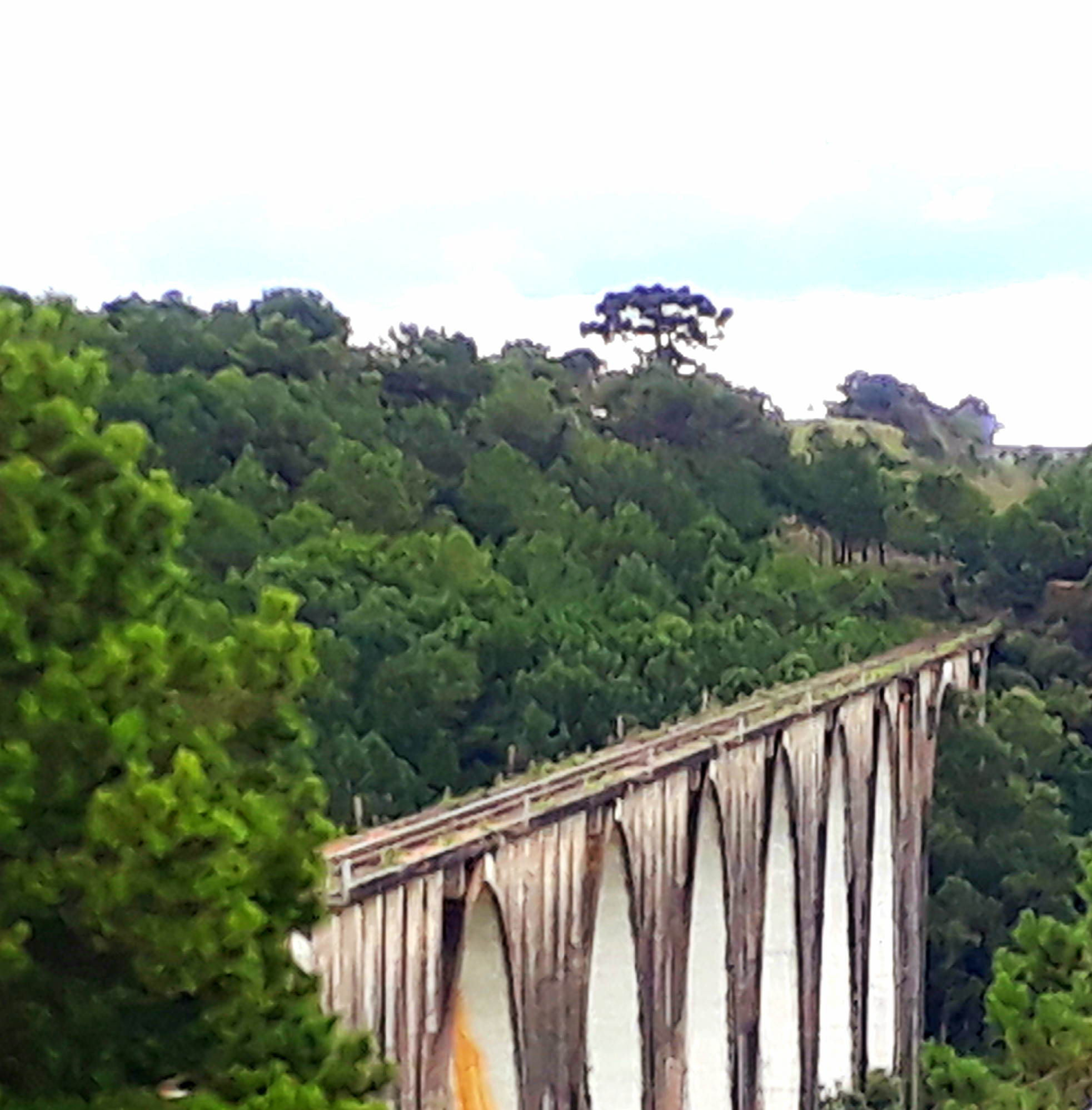
Ponte dos Arcos der Eisenbahnlinie Tronco Principal Sul über den Rio dos Papagaios

Balsa Nova liegt überwiegend im Einzugsgebiet des Rio Iguaçu, der die südliche Grenze des Munizips bildet. Zu ihm fließen der Rio dos Papagaios mit seinem linken Nebenfluss Rio Tamanduá, der Ribeirão das Mortes, der Rio Itaqui mit seinem Zufluss Rio Tortuoso und entlang der östlichen Grenze der Rio Verde.

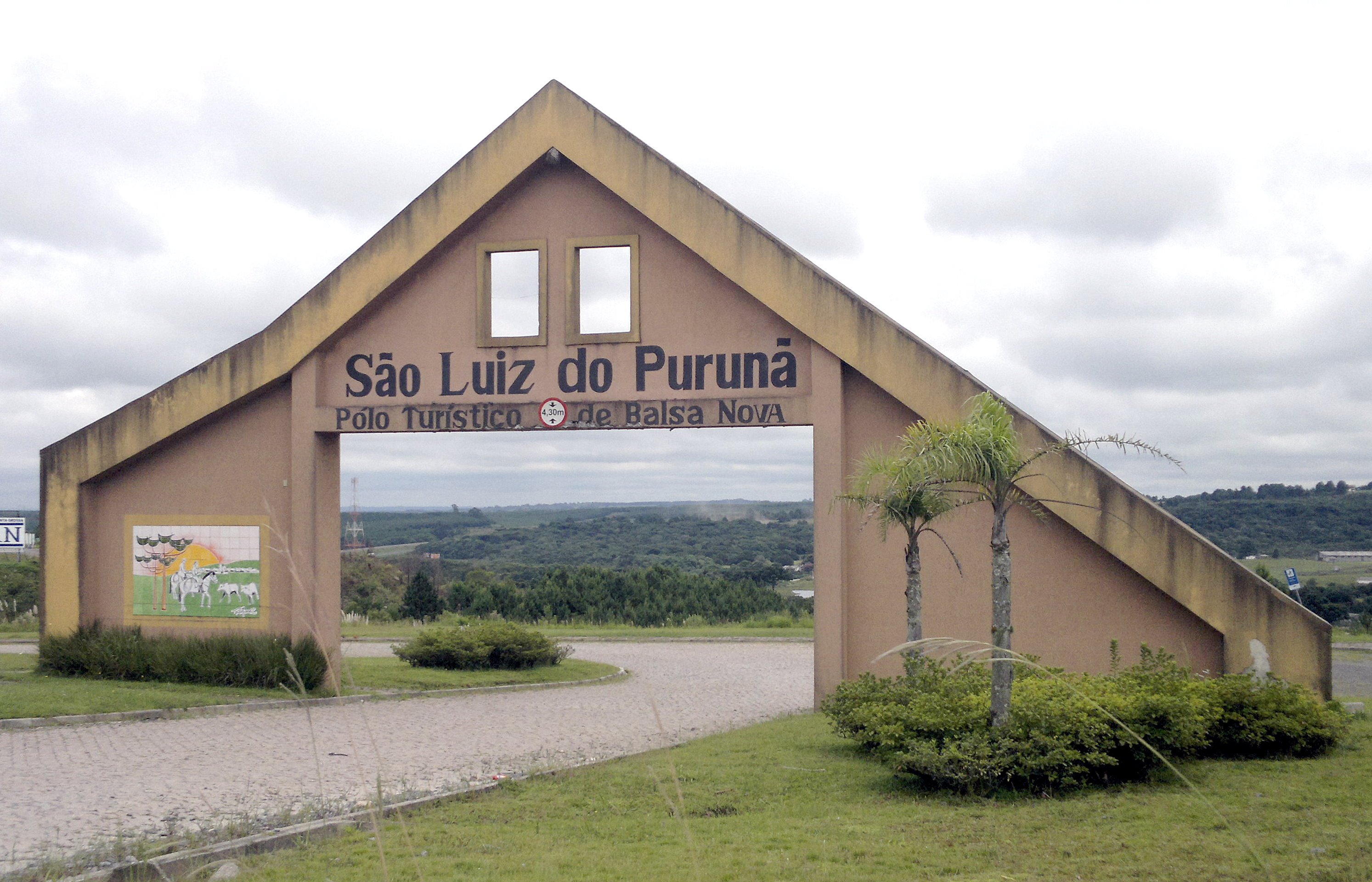
Eingangsportal von São Luiz do Purunã in Balsa Nova

Im nordwestlichen Teil des Munizipgebiets gehört ein kleiner Landzipfel zum Einzugsgebiet des Rio Ribeira de Iguape. Dessen rechter Quellfluss Rio Açungui entspringt im Distrikt São Luiz do Purunã nahe der Grenze zum Munizip Campo Largo.

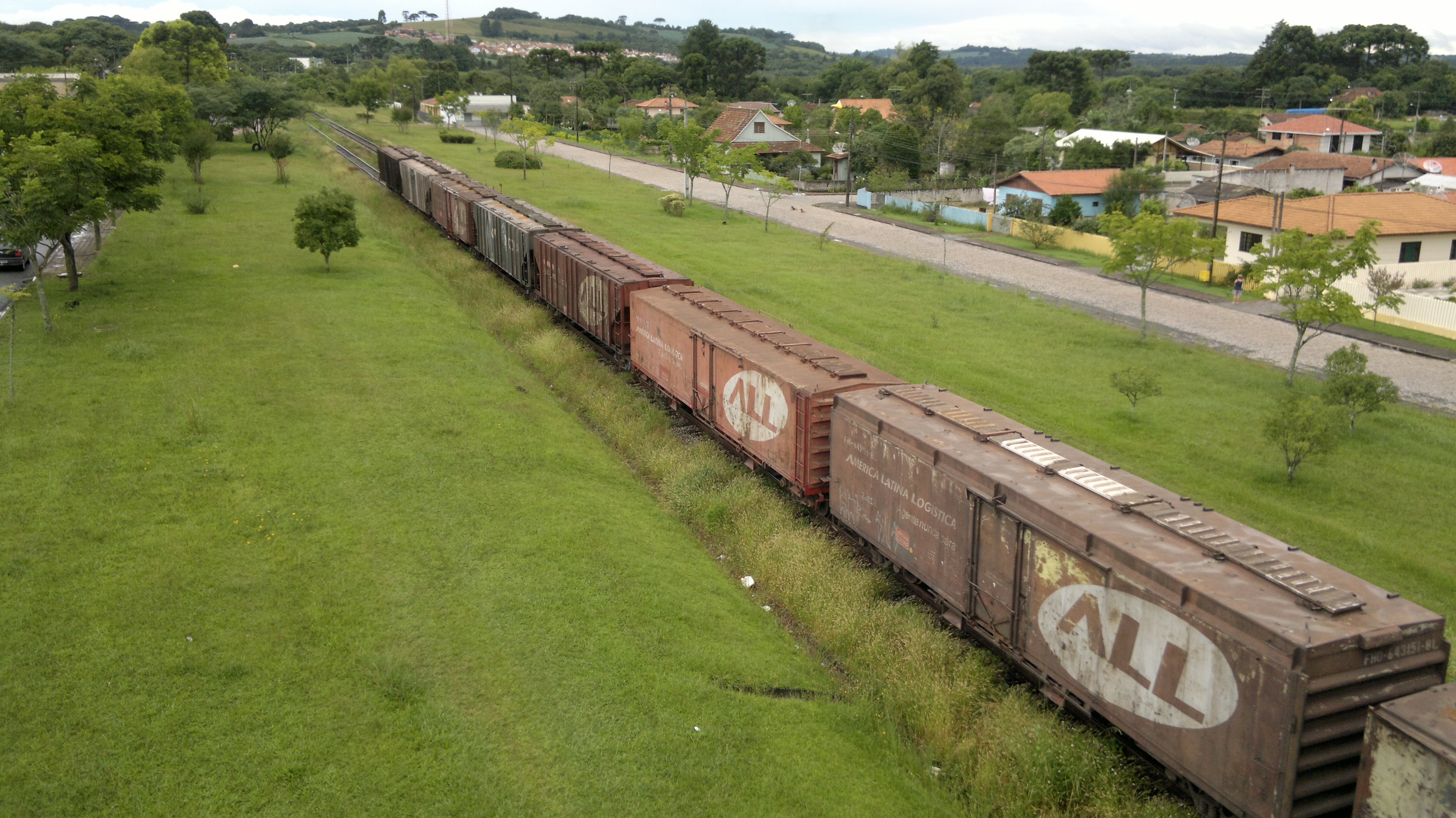
Güterzug der ALL in Balsa Nova

### Straßen
Balsa Nova ist über die PR-510 mit Contenda im Süden und mit Campo Largo im Nordosten verbunden.
Im Norden durchqueren die Rodovia do Café (BR-376) zwischen Curitiba und dem Norden Paranás (Apucarana) und die BR-277 zwischen Curitiba und Foz do Iguaçu (und weiter Paraguay) das Munizip.

### Historischer Peabiru-Weg
Durch Balsa Nova verlief seit vorkolumbischen Zeiten eine Nebenstrecke des Peabiru-Wegs vom Atlantik nach Peru. Diese durchquerte Paraná von Nord nach Süd von São Paulo über Salto do Itararé, Ponta Grossa, Porto Amazonas, Balsa Nova und Morretes nach Paranaguá. Nach der Zerstörung der Reduktionen, die die Jesuiten im heutigen Paraná zum Schutz der Ureinwohner eingerichtet hatten, geriet der Weg in Vergessenheit.

### Eisenbahn
Balsa Nova liegt an der Nord-Süd-Eisenbahnstrecke von Apucarana nach Santa Catarina. Diese wird nur noch für den Güterverkehr genutzt. Betreiber ist die Rumo Logistica S.A. als Rechtsnachfolgerin der América Latina Logística S.A. (ALL). Seit der Einstellung des Personenverkehrs in den 1980er Jahren wird die Strecke gelegentlich mit Dampflok-gezogenen Nostalgiezügen befahren.

### Nachbarmunizipien
| Palmeira       |                                             | Campo Largo |
| Porto Amazonas | Kompassrose, die auf Nachbargemeinden zeigt | Araucária   |
|                | Lapa                                        | Contenda    |

## Stadtverwaltung
Bürgermeister: Marcos Antonio Zanetti, PSD (2021–2024)
Vizebürgermeister: Anderson Bulow, PSL (2021–2024)

## Demografie

### Bevölkerungsentwicklung
| Jahr | Einwohner | Stadt | Land |
| ---- | --------- | ----- | ---- |
| 1960 | 8.471     | 12 %  | 88 % |
| 1970 | 4.704     | 26 %  | 74 % |
| 1980 | 5.293     | 24 %  | 76 % |
| 1991 | 7.515     | 32 %  | 68 % |
| 2000 | 10.153    | 31 %  | 69 % |
| 2010 | 11.300    | 61 %  | 39 % |
| 2022 | 13.395    |       |      |

Quelle: IBGE (2011) und Volkszählung 2022

### Ethnische Zusammensetzung
| Gruppe * | 1991    | 2000    | 2010    | wer sich als …                                                                   |
| --- | ------- | ------- | ------- | -------------------------------------------------------------------------------- |
| Weiße | 81,3 %  | 80,6 %  | 78,4 %  | weiß bezeichnet                                                                  |
| Schwarze | 0,5 %   | 2,3 %   | 1,4 %   | schwarz bezeichnet                                                               |
| Gelbe | 0,0 %   | 0,1 %   | 0,4 %   | von fernöstlicher Herkunft wie japanisch, chinesisch, koreanisch etc. bezeichnet |
| Braune | 18,0 %  | 16,7 %  | 19,7 %  | braun oder als Mischung aus mehreren Gruppen bezeichnet                          |
| Indigene | 0,1 %   | 0,2 %   | 0,0 %   | Ureinwohner oder Indio bezeichnet                                                |
| ohne Angabe | 0,2 %   | 0,2 %   | 0,0 %   |                                                                                  |
| Gesamt | 100,0 % | 100,0 % | 100,0 % |                                                                                  |
| *) Das IBGE verwendet für Volkszählungen ausschließlich diese fünf Gruppen. Es verzichtet bewusst auf Erläuterungen. Die Zugehörigkeit wird vom Einwohner selbst festgelegt. |         |         |         |                                                                                  |

Quelle: IBGE (Stand: 1991, 2000 und 2010)

## Wirtschaft

### Kennzahlen
Mit einem Bruttoinlandsprodukt pro Einwohner von 58.036,14 R$ (rund 13.000 €) lag Balsa Nova 2019 an 27. Stelle der 399 Munizipien Paranás.
Sein mittelhoher Index der menschlichen Entwicklung von 0,696 (2010) setzte es auf den 249. Platz der paranaischen Munizipien.